# Cyclops gibbus
Cyclops gibbus – gatunek widłonoga z rodziny Cyclopidae, nazwa naukowa gatunku została po raz pierwszy opublikowana w 1843 roku przez niemiecko-chilijskiego botanika Rodolfo Amando Philippiego.